# علي بن عبد الواحد السجلماسي
علي بن عبد الواحد السجلماسي أو الفيلالي (ولد في تافيلالت حوالي 1594، توفي في 1647م في الجزائر)، هو فقيه مالكي وأديب وطبيب ولغوي مغربي.

## حياته
هو أبو الحسن علي بن عبد الواحد بن محمد بن سراج السجلماسي الجزائري الأنصاري، ولد عام 1594 في تافيلالت لعائلة تنتسب إلى الصحابي سعد بن عبادة، ونشأ في سجلماسة. تتلمذ في فاس عند عفيف الدين عبد الله بن علي بن طاهر الحسني ومحمد بن أبي بكر الدلائي والشهاب المقري. حج ودخل مصر عام 1634م وأخذ عن علمائها في تلك الفترة، مثل الشيخ أحمد الغنيمي والشيخ أحمد بن عبد الوارث البكري والنور الأجهوري وغيرهم. عاد إلى الْمغرب واستقر في فاس، ثم صار مفتيا في الجبل الأخضر. دخل وعائلته مدينة الجزائر بين 1635 و1638 وزوج إحدى بناته لتلميده عيسى الثعالبي وبقي بها إلى وفاته بالطاعون عام 1647.

## أعماله
له مؤلفات كَثِيرة غالبها مكتوبة شعرا (نظم) في مجالات شتى، بعضها في التفسير (ولكن البر مَن اتقى)، والسيرة النبوية (الدرة المنيفة) والفقه (واليواقيت الثمينة في العقائد والاشباه والنظائر في فقه عَالم الْمَدِينَة، وجامعة الأسرار، وومسالك الوصول في مدارك الأصول)، ومنظومة في وفيات الأعيان، وأخرى في النحو والصرف والمعاني والتبيين، وكذلك في الجدل والمنطق، وفي الطب والتشريح وغيرها..

## كتب

### من مؤلفاته المنشورة
- منحة القيوم على مقدمة ابن آجروم: شرح الآجرومية في النحو، دار ابن حزم، بيروت، 2018، ردمك 9789959857194
- شرح السجلماسي علي تكميل المنهج، مخطوطات الغرب الإفريقي

### كتب عنه
- كمال بالحركة، العلامة أبو الحسن علي بن عبد الواحد الأنصاري السجلماسي السلوي الجزائري (ت1070)، حياته وآثاره، دار العرفان للنشر والتوزيع،2020، أكادير، المغرب
- كمال بالحركة، شرح اليواقيت الثمينة فيما انتمى لعالم المدينة: من القواعد ومن فرائد من النظائر مع الفوائد.للعلامة سيدي محمد بن أبي القاسم السجلماسي البجعدي الرباطي، دراسة وتحقيق، دار ابن حزم، بيروت، 2015، ردمك 978995955